# Henrique & Juliano
Henrique & Juliano é uma dupla sertaneja formada pelos irmãos Ricelly Henrique Tavares Reis (23 de maio de 1989) e Edson Alves dos Reis Junior (27 de novembro de 1990), ambos nascidos na cidade de Palmeirópolis no interior do estado do Tocantins. São os atuais artistas mais populares do Brasil de 2025 de acordo com a lista da Billboard Artistas 25.

## Carreira
Ricelly Henrique Tavares Reis, o "Henrique", e Edson Alves dos Reis Junior , o "Juliano", são irmãos, nascidos na cidade de Palmeirópolis, no estado brasileiro doTocantins, filhos de Maria Tavares Reis e Edson Alves dos Reis, o grande incentivador no gosto dos dois filhos pela música sertaneja, foram Influenciados pelo sucesso da dupla João Paulo & Daniel, começaram a se apresentar nas rádios do município e para um grande público interpretando e dublando quando crianças, os sucessos da banda Mamonas Assassinas, sucesso em todo o Brasil na década de 90, e a vida os obrigou a tomar um rumo diferente do que eles sempre sonharam, que foi viver da música.  
Quando ainda cursavam o ensino médio na escola onde estudavam, Henrique, aos 17 anos, e Juliano, então com 16, conheceram a dupla Maykel e Marcel recém chegados na capital, vindos de Goiânia. A dupla, além de trazer o trabalho e o talento para cantar, trouxe também a experiência, repassada logo em seguida para os meninos juntamente com toda técnica vocal e várias dicas para melhorar a qualidade dos shows. Motivados por toda essa bagagem musical, a dupla, que antes só tocava em churrascos com os amigos e nos intervalos das aulas no colégio, encarou o seu primeiro festival de música, intitulado de "Festin", competindo com várias duplas e bandas de Palmas, terminando em segundo lugar na categoria em que competiam.
Com o ótimo desempenho no festival, a dupla viu que podia chegar lá, mas sempre conciliando a carreira musical com os estudos. Ainda no primeiro período do curso de Direito e em seu primeiro emprego, Henrique conseguiu, através da ajuda de amigos, fazer com que os dois irmãos fizessem a abertura da festa "Balada Sertaneja", que contou com a presença de cantores de renome nacional. Com apenas um CD acústico, gravado em uma festa particular sem os recursos necessários para uma boa gravação, a dupla conseguiu um reconhecimento muito grande dos fãs.
Mas apenas em 2012 viram que o sonho de serem reconhecidos no cenário nacional estava cada vez mais próximo, quando firmaram contrato artístico com a empresa de agenciamento Workshow, que tinha em seu casting na época Marcos & Fernando, Marília Mendonça, Zé Neto & Cristiano e Maiara & Maraísa. Nessa nova parceria surgiu o segundo CD, produzido pelo Maestro Pinocchio, álbum que se tornou um marco na carreira da dupla. Um repertório autêntico, onde a maior parte de suas faixas eram de composições próprias. Um dos grandes sucessos foi a música "Vem Novinha", em ritmo de arrocha, sendo muito bem executada nas rádios do Tocantins, Goiás e de todo o país.
Henrique & Juliano começaram a aparecer com mais força ainda em 2013, quando lançaram seu primeiro DVD, de onde saíram algumas músicas que se destacaram como "Mistura Louca", "Recaídas", "Eu Sou Gordinho"  e principalmente "Não Tô Valendo Nada", que foi uma das músicas de maior destaque daquele ano.
Em 2014 a dupla lança seu segundo DVD, com um repertório de músicas inéditas e outras já conhecidas pelo público como "Recaídas" e "Gordinho Saliente". A gravação aconteceu na capital do país, o Estádio Nacional de Brasília Mané Garrincha foi palco de um verdadeiro espetáculo da música sertaneja, reunindo mais de 15 mil pessoas na noite do dia 12 de abril. Em 2015 a música "Não Tô Valendo Nada" entrou para a trilha sonora da novela I Love Paraisópolis da Rede Globo.  
Em 2016 a dupla gravou, em Recife (PE) mais um DVD, intitulado de Novas Histórias. E canções desse projeto se consolidaram em todo o cenário nacional, como: "Na Hora da Raiva", "Nada, Nada", "Como É Que A Gente Fica" e "A flor e o Beija-Flor", esta última gravada em parceria com a cantora e compositora Marília Mendonça. Marília era uma das grandes amigas da dupla, até morrer em 2021, sendo responsável por compor juntamente com o goiano Juliano Tchula, grandes sucessos da carreira dos tocantinenses, como as músicas "Até Você Voltar" e "Cuida Bem Dela". Com esse repertório de sucessos que tocam de norte à sul do país, são considerados atualmente uma das maiores duplas do Brasil, ao lado de Jorge & Mateus, levando o nome do estado do Tocantins por onde passam. 
Tem a fama de serem conhecidos como "a dupla que arrasta multidões". Fato em que se confirma em seus shows, com média de público de 35 mil pessoas a cada apresentação, além do sucesso estrondoso no YouTube, também acumulam milhares de seguidores em suas redes sociais.
Em 2017, a dupla lança seu mais novo DVD intitulado "O Céu Explica Tudo", gravado em São Paulo. Os principais sucessos do álbum foram "Vidinha de Balada" e "Aquela Pessoa".
Em 2018, a dupla lança seu recente DVD intitulado "Menos é Mais", gravado na fazenda da dupla em Porto Nacional (TO), contando com as participação da cantora Marília Mendonça e do grupoFalamansa.
Em 8 de maio de 2019, Henrique se torna pai de Helena, fruto do seu relacionamento com a estudante de medicina Amanda Barbosa, e em 4 de março de 2021, nasce na cidade de Palmas seu segundo filho Miguel.
No dia 17 de julho de 2019, Juliano também se torna pai de Maria Antônia,e em agosto de 2021 nasce sua segunda filha Maria Clara, frutos do seu relacionamento com a empresária Mohana do Couto, com quem se casou em 25 de abril de 2022.
Em 19 de abril de 2020, a dupla fez uma transmissão ao vivo na plataforma de streaming de vídeos YouTube intitulada "Live Liberdade Provisória", sendo sediada na Fazenda Terra Prometida no estado de Tocantins.
Em 2024, a dupla terminou em 1⁰ lugar na lista de cantores mais ouvidos do Brasil no Spotify, conforme dados divulgados na retrospectiva da plataforma.

## Discografia

#### Álbuns de estúdio
- Vem Curtir com a Gente (2011)

#### Álbuns ao vivo
- Henrique & Juliano (2012)
- Ao Vivo em Palmas (2013)
- Ao Vivo em Brasília (2014)
- Novas Histórias (2016)
- O Céu Explica Tudo (2017)
- Menos é Mais (2018)
- Ao Vivo no Ibirapuera (2020)
- Manifesto Musical (2021)
- To Be Ao Vivo Em Brasília (2023)
- To Be (2023)
- Manifesto Musical 2 (2024)

## Prêmios & Indicações
| Ano  | Prêmio                   | Categoria                  | Indicação          | Resultado |
| ---- | ------------------------ | -------------------------- | ------------------ | --------- |
| 2015 | Prêmio Multishow         | Melhor Show (voto popular) | Henrique & Juliano | Indicado  |
| 2015 | Meus Prêmios Nick        | Revelação Musical          | Henrique & Juliano | Indicado  |
| 2015 | Melhores do Ano FM O Dia | Melhor Grupo/Artista       | Henrique & Juliano | Indicado  |
| 2015 | Melhores do Ano Atrevida | Revelação do Ano           | Henrique & Juliano | Indicado  |
| 2016 | Prêmio Multishow         | Melhor Grupo               | Henrique & Juliano | Venceu    |
| 2017 | Prêmio Multishow         | Melhor Grupo               | Henrique & Juliano | Indicado  |
| 2018 | Prêmio Multishow         | Melhor Grupo               | Henrique & Juliano | Indicado  |

## Banda de estrada
- Walter Cabral: teclado e direção musical (2007 - atualmente)
- Brunno Flop: violão solo aço e nylon (2016 - atualmente)
- Guguinha Motta: sanfona (2016 - atualmente)
- Murilo Pontes: Percussão (2015 - atualmente)
- Guilherme Marques: Percussão (2014 a 2021 | 2023 - atualmente)
- Silvio Júnior: Bateria (2014 a 2021 | 2023 - atualmente)
- Everton Rosa: contrabaixo (2022 - atualmente)
- JP Oliveira: guitarra e violão base (2021 - atualmente)
- Hendiny: Backing Vocal (2023 - atualmente)
- Kelly: Backing Vocal (2023 - atualmente)

#### Ex integrantes:
- Kleytton Farney: contrabaixo (2016 - 2021)
- Lucas Tozo: guitarra, violão base e violão bachata solo(2013 - 2020)
- Dayanna Dias: Backing Vocal (2014 - 2019)
- Naienne Dias: Backing Vocal (2014 - 2019)
- Guilherme Mello: Sanfona (? - 2016)
- Makin: Violão solo (? - 2016)
- Daniel Dias: Baixo (? - 2016)
- Bolha: Bateria (2021 - 2023)
- Jasiel Xavier: contrabaixo (2021 - 2022)